# Tricimba nitens
Tricimba nitens är en tvåvingeart som beskrevs av Ismay 1993. Tricimba nitens ingår i släktet Tricimba och familjen fritflugor. Inga underarter finns listade i Catalogue of Life.